# Datnioides undecimradiatus
Datnioides undecimradiatus is een straalvinnige vissensoort uit de familie van de zeebladvissen (Datnioididae). De wetenschappelijke naam van de soort is voor het eerst geldig gepubliceerd in 1994 door Roberts & Kottelat.